# Dactylothyrea armata
Dactylothyrea armata är en tvåvingeart som beskrevs av de Meijere 1919. Dactylothyrea armata ingår i släktet Dactylothyrea och familjen fritflugor. Inga underarter finns listade i Catalogue of Life.